# Ludwig Michalek

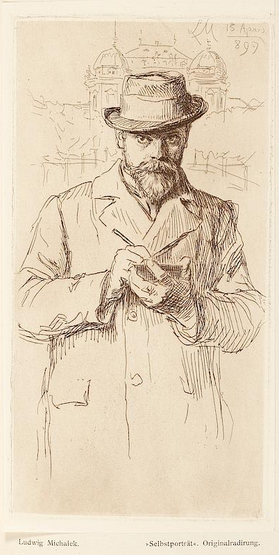
Ludwig Michalek: Selbstporträt
Radierung (1899)

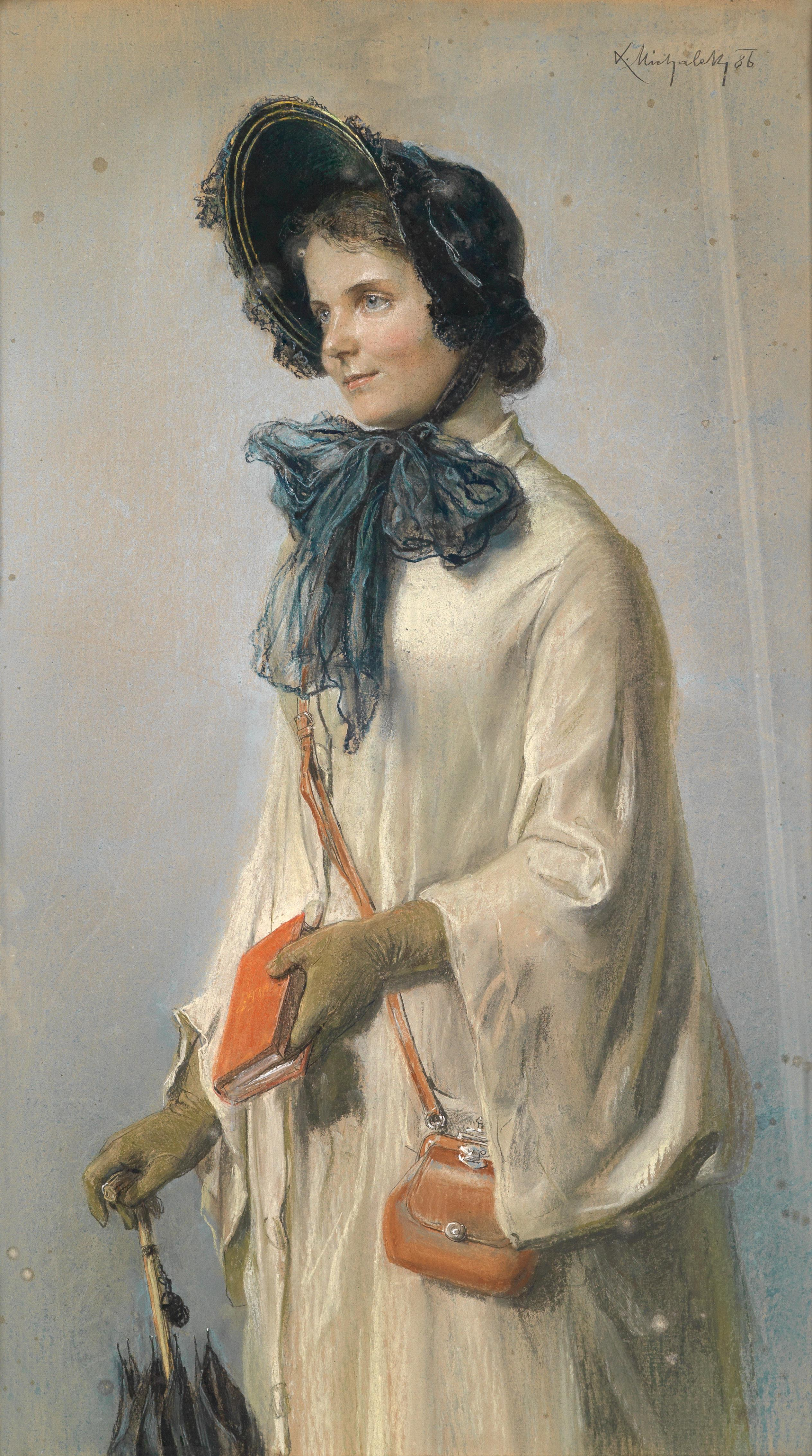
Ludwig Michalek: Auf der Reise (1886)

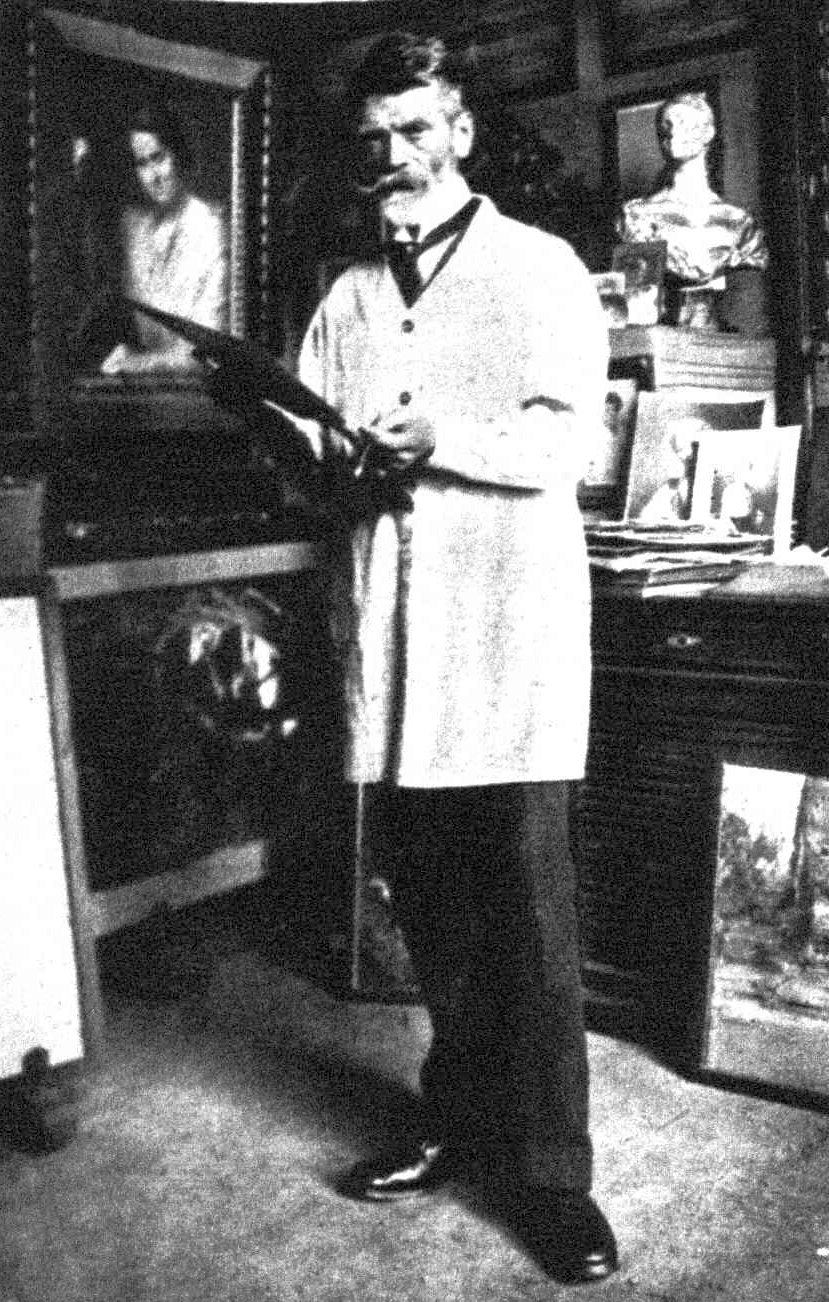
Ludwig Michalek in seinem Atelier
Foto von Max Fenichel (1919)

Ludwig Michalek (* 13. April 1859 in Temeswar, Kaisertum Österreich; † 24. September 1942 in Wien) war ein österreichischer Maler, Grafiker und Kupferstecher.

## Leben
Michalek wurde geboren als Sohn eines Eisenbahningenieurs in Temeswar im Banat, dem heutigen Timișoara in Rumänien. Nach Besuch der Realschule in Brünn kam er 1873 an die Akademie der bildenden Künste in Wien. Hier wurde er Schüler von August Eisenmenger, Christian Griepenkerl und Carl Wurzinger. 1876 folgten weitere Studien bei dem Grafiker Louis Jacoby. Nach dem Studium wurde er von 1884 bis 1887 Assistent an der allgemeinen Malerschule der Wiener Akademie für das Fach Aktzeichnen. Zahlreiche Studienreisen führten ihn nach Italien, Frankreich, England, Holland und Deutschland.
Michalek gehörte zu den Begründern der Radierklasse an der Wiener Kunstschule für Frauen und Mädchen, wo er seit 1898 den Hauptkurs für „Kopf und Akt“ und weitere Kurse für „Tagesakt und Halbakt“ sowie „Naturstudien zur Vorbereitung kunstgewerblicher Zwecke“ abhielt. Zum Schuljahr 1909/10 wurde er vom Arbeitsministerium als Professor an der Graphischen Lehr- und Versuchsanstalt berufen. Diese Funktion übte er bis 1919/20 aus, gab aber parallel noch Nebenkurse in Radieren an der Frauenkunstschule.
Michalek schuf zahlreiche Serien von Stichen und Radierungen, etwa Komponisten, Dichter, österreichische Alpenbahnen, landschaftliche und technische Sujets. Er fertigte ebenso Reproduktionen nach alten Meistern. Neben diesen Arbeiten entstand eine Vielzahl von Porträts, die er in der Mehrheit als Pastellzeichnungen ausführte.
1888 erhielt er im Pariser Salon die Mention honorable (Ehrenvolle Erwähnung), 1896 auf der Berliner Internationalen Kunstausstellung die Goldene Medaille und 1936 die Silberne Jubiläumsmedaille der Genossenschaft der bildenden Künstler Wiens. Im Jahr 1940 erhielt er die Goethe-Medaille für Kunst und Wissenschaft.
Ludwig Michalek heiratete 1883 die Pianistin Lili Bailetti, das Paar hatte zwei Töchter. Michalek starb am 24. September 1942 in Wien. Sein künstlerischer Nachlass kam im Dezember 1942 auf der 480. Auktion des Dorotheums in Wien zur Versteigerung.
In Wien wurde 1943 eine Straße nach ihm benannt, die Michalekgasse in Ottakring.

## Werke
- Die k.u.k. Oberststallmeister (1562–1883), Kreidezeichnungen[3]
- Radierungs-Serie alter und neuer Tondichter und Musiker (1889–1893) u. a. Bach, Beethoven, Brahms, Chopin, Haydn, Händel, Mendelssohn, Mozart, Schubert, Schumann und Wagner[4]
- Goethes Heimstätten. Bilder und Skizzen, Mit einem Begleitwort von Hans Wahl, Direktor des Goethe-National-Museums in Weimar. Rudolf Payer von Thurn (Hrsg.), Hermes Buch- und Kunstdruckerei E & G Urban, Wien 1928
- Bildnis der Schriftstellerin Marie von Ebner-Eschenbach[5]
- Bildnis des Schriftstellers Ludwig Anzengruber[4]
- Bildnis des Schriftstellers Ferdinand von Saar, Pastell[6]
- Bildnis des Violinisten Joseph Joachim, Pastell[6]
- Bildnis des Violinisten Joseph Joachim, Zeichnung[7]
- Bildnis des Philologen Jakob Schipper (siehe dort)
- Bildnis des Schriftstellers Karl M. Kuzmany[8]
- Bildnis der Fürstin Trauttmannsdorff
- Bildnis des Komponisten Antonín Dvořák, Pastell[7]
- Bildnis des Pianisten Hans von Bülow, Pastell[7]

## Ausstellungen
- 1903 Kunst-Salon Artaria, Wien
- 1907 Sonderausstellung Ludwig Michalek, Mährisches Gewerbemuseum Brünn[9]
- 1916 Kollektiv-Ausstellung des Prof. Ludwig Michalek, Kunstsalon Halm & Goldmann, Wien
- 1927/36 Bilder, Radierungen, Studien und Skizzen des Maler-Radierers Professor Ludwig Michalek, Festsaal der Technischen Hochschule, Wien
- 1939 Ausstellung des Lebenswerkes des Maler-Radierers Prof. Ludwig Michalek, Künstlerhaus Wien[10]

## Schüler
| - Emma Bormann - Berta Bindtner - Herta Czoernig-Gobanz - Ferdinand Eckhardt | - Stefan Eggeler - Marianne Fieglhuber-Gutscher - Ludovika Froebe | - Ludwig Hesshaimer - Rose Reinhold - Lilly Steiner |